# Miguel Andreolo
Michele Andreolo, eigentlich Miguel Angel Andriolo Frodella bzw. Miguel Angél Andreolo (* 6. September 1912 in Carmelo, Uruguay; † 14. Mai oder 15. Mai 1981 in Potenza, Italien) war ein uruguayisch-italienischer Fußballspieler.

## Karriere

### Im Verein
Miguel Andreolo, der insgesamt fünf Brüder hatte, war der Bruder des Fußballspielers Raymundo Andriolo. Er spielte bis 1931 beim Libertad Fútbol Club de Dolores und absolvierte in jener Zeit auch einige Spiele für Petit-Dolores. El Chivo begann seine Karriere 1932 bei Nacional in Uruguay. In seiner bis 1935 währenden Zugehörigkeit zum Verein absolvierte er 35 Spiele. Mit den Bolsos gewann er in den Jahren 1933 und 1934 jeweils die uruguayische Meisterschaft und gehörte dabei 1933 dem Maquina Blanca genannten Team Nacionals an, in dem er das Mittelfeld an der Seite von Marcelino Pérez und Arsenio Fernández bildete. Zur Saison 1935/36 wechselte er zur AGC Bologna in die italienische Serie A. Gleich in seiner ersten Saison gewann er mit den Rossoblu den Scudetto. Seine starken Leistungen im Trikot von Bologna rückten ihn auch in den Blickpunkt des Nationalmannschaftstrainers Vittorio Pozzo, der ihn 1936 erstmals in die Squadra Azzurra berief. Bis zum kriegsbedingten Stopp der Meisterschaft gewann Andreolo mit der AGC Bologna noch drei weitere Scudetti und hatte dabei einen gewichtigen Anteil an den erfolgreichsten Jahren des Vereins. 1944 bestritt Andreolo die Kriegsmeisterschaft im Trikot von Lazio Rom, am Ende der Saison wechselte er zum SSC Neapel, wo er drei Spielzeiten blieb, ehe er zur Saison 1948/49 zu Catania Calcio wechselte. In Catania blieb Andreolo nur eine Saison, ehe er nach der Spielzeit 1949/50 seine Karriere beim AS Forlì beendete. Nach dem Ende seiner Laufbahn als Profi trainierte er zwei Spielzeiten relativ erfolglos den AC Forlì.

### In der Nationalmannschaft
Andreolo vertrat bereits 1935 mit der Celeste die Farben Uruguays beim Campeonato Sudamericano und gewann mit ihr dort den Südamerikameistertitel. Der italienische Nationaltrainer Vittorio Pozzo holte den Uruguayer 1936 ins italienische Nationalteam, wo er als Bindeglied zwischen Defensive und Offensive zu einem der wichtigsten Spieler im System von Pozzo wurde. Sein erstes Spiel absolvierte er am 17. Mai 1936 gegen Spanien (1:1). Mit Italien errang er den Weltmeistertitel 1938 in Frankreich. Sein letztes von insgesamt 26 Länderspielen bestritt Andreolo 1942.

## Erfolge
- 1 × Gewinner der Fußball-Weltmeisterschaft mit Italien: 1938
- 1 × Gewinner des Campeonato Sudamericano mit Uruguay: 1935
- 2 × Uruguayischer Meister: 1933 und 1934
- 4 × Italienischer Meister mit der AGC Bologna: 1935/36, 1936/37, 1938/39 und 1940/41